# 埃里克·马尔姆贝里
埃里克·马尔姆贝里（瑞典語：Erik Malmberg，1897年3月15日—1964年5月9日），瑞典男子摔跤运动员。他曾代表瑞典参加1924年、1928年和1932年夏季奥林匹克运动会摔跤比赛，共获得一枚金牌、一枚银牌和一枚铜牌。